# Gabriel Iglesias (comediante)
Gabriel Jesus Iglesias (San Diego, 15 de julio de 1976), conocido simplemente como Gabriel Iglesias y/o Fluffy, es un comediante, actor, guionista y productor estadounidense.

## Biografía

### Primeros años
Iglesias nació en San Diego bajo el apellido «Iglecias» ―rebautizado a propósito por su madre después de que el padre se desentendiera de él, incluso en el momento del parto―. Sin embargo, el actor decidió adoptar la escritura correcta (Iglesias) en su vida diaria. Como el más joven de seis hermanos, encontró en la comedia una forma de enfrentar los problemas. A lo largo de su infancia se crio junto a su madre en varias localidades californianas: Riverside, Corona, Santa Ana, Baldwin Park y Compton hasta que finalmente encontró residencia fija en Long Beach.

### Carrera
Antes de involucrarse con el mundo de la comedia trabajó en una compañía telefónica de Los Ángeles. Su familia le pidió que siguiera en su puesto para poder mantenerse económicamente, sin embargo decidió dar un paso adelante a pesar de los riesgos que acarrearía su mala situación económica, puesto que acabó perdiendo su casa y el coche.
En 1997 comenzó haciendo sus primeros shows de comedia en bares y  en cualquier lugar en el que le dieran la oportunidad de darse a conocer. Su comedia recurre al uso de historias y experiencias personales, parodias tanto de gente común como de celebridades y personajes famosos y especialmente efectos de sonido o beatboxing y voces especiales. En varios de sus espectáculos recurre a su peso comentando: «Ah, no estoy gordo, solo "esponjosito"» (del inglés “fluffy”)"» (término que se hizo popular en los años cuarenta entre la población obesa).
Además de su repertorio, él escribe sus propios programas.
Su particular estilo divertido y animado, lo ha convertido en uno de los comediantes más exitosos, con eventos con boletos agotados en todo el mundo, inclusive agotando boletos en Madison Square Garden y el Microsoft Theater. Además, es unos de los comediantes más vistos en YouTube con más de 300 millones de vistas. 
En celebración de más de 20 años de carrera, Iglesias realizó en el año 2017 un tour mundial llamado “FluffyMania World Tour: 20 Years of Comedy” (“FluffyMania Gira Mundial: 20 Años de Comedia”).

### Recepción
El 10 de febrero de 2012 fue homenajeado en El Paso con varios galardones, entre los que se incluían la llave de la ciudad entregada por los comisariados del Condado de El Paso y del congresista Silvestre Reyes.

## Filmografía

### Cine y televisión
| Año         | Título                                      | Personaje               | Observaciones     |
| ----------- | ------------------------------------------- | ----------------------- | ----------------- |
| 2003        | El Matador                                  | Gabe                    |                   |
| 2004        | Days of Santiago                            | Coquero                 |                   |
| 2006        | The Surfer King                             | Aokee                   |                   |
| 2012        | Magic Mike                                  | Tobías                  |                   |
| 2013        | Aviones                                     | Ned Zed                 | Voz               |
| 2014        | A Haunted House 2                           | Miguel                  |                   |
| 2014        | The Nut Job                                 | Jimmy                   | Voz               |
| 2014        | El Americano: The Movie                     | García                  | Voz               |
| 2014        | The Fluffy Movie                            | Himself                 |                   |
| 2015        | Magic Mike XXL                              | Tobías                  |                   |
| 2017        | Smurfs: The Lost Village                    | Pitufo Bromista         | Voz               |
| 2017        | Narcos                                      |                         | Tercera temporada |
| 2017        | Ferdinand                                   | Cuatro                  | Voz               |
| 2018        | Modern Family                               | Jorge                   |                   |
| 2019        | UglyDolls: Extraordinariamente feos         | Babo                    | Voz               |
| 2019 - 2020 | Mr. Iglesias                                | Gabriel "Gabe" Iglesias | Elenco principal  |
| 2021        | Space Jam: A New Legacy                     | Speedy Gonzales         | Voz               |
| 2023        | Diary of a Wimpy Kid Christmas: Cabin Fever | Oficial Vasquez         | Voz               |
| 2025        | Dora en busca del Sol Dorado                | Botas                   | Voz               |

## Otros proyectos
- Fluffy Food Adventures[1] es una serie de episodios que siguen a Gabriel y sus excéntricos amigos y otros comediantes como Martin Moreno, Rick Gutierrez, G Reilly y Alfred Robles en un viaje culinario de costa a costa en busca de los más deliciosos platillos. Próximamente saldrá la tercera temporada (Fluffy Breaks Even) en FUSE TV (2017).
- A finales del 2016, Iglesias presentó su sexto especial de una hora, I’m Sorry For What I Said When I Was Hungry[1] (Perdón por lo que dije cuando tenía hambre) a nivel internacional en Netflix. Grabó este especial en el Allstate Arena de Chicago durante dos shows con boletos agotados y un total de 20,000 fanes.
- Gabriel también apareció en una película de comedia al estilo stand-up titulada The Fluffy Movie.[1]
- Por tres años, Comedy Central ha presentado los más populares shows de Gabriel Iglesias con el título de Stand-Up Revolution.[1] Además de Gabriel Iglesias: Aloha Fluffy en un show sin precedente de dos noches con más de 15 millones de espectadores al cual le precedió otros especiales de DVD: Hot & Fluffy and I’m Not Fat…I’m Fluffy, los cuales han vendido en total un aproximado de 2 millones de copias.

## Próximos proyectos
Gabriel Iglesias ha firmado para hacer la voz del Pitufo Bromista en la película de Los Pitufos: La Aldea Perdida (2017), será la voz del personaje “Cuatro” en Ferdinand (20th Century Fox) y también será “Jimmy” en la película animada The Nut Job 2 junto con Will Arnett, Maya Rudolph y Katherine Heigl.